# Parlament Ontario
Parlament Ontario – Parliament of Ontario składa się współcześnie w 130 deputowanych Members of Provincial parliament w skrócie MPP. Deputowani wybierani są w 130 jedno mandatowych okręgach.
| Kadencja | Data wyborów         | Reprezentowane partie polityczne | Liczba deputowanych (MLA) |
| -------- | -------------------- | --- | ------------------------- |
| 1        | 3 września 1867      | Konserwatywna Partia Ontario – 41 Liberalna Partia Ontario – 41 | 82                        |
| 2        | 21 marca 1871        | Liberalna Partia Ontario – 44 Konserwatywna Partia Ontario – 38 | 82                        |
| 3        | 18 czerwca 1875      | Liberalna Partia Ontario – 52 Konserwatywna Partia Ontario – 36 | 88                        |
| 4        | 5 czerwca 1879       | Liberalna Partia Ontario – 57 Konserwatywna Partia Ontario – 31 | 88                        |
| 5        | 27 lutego 1883       | Liberalna Partia Ontario – 50 Konserwatywna Partia Ontario – 37 Niezależni – 1 | 88                        |
| 6        | 28 grudnia 1886      | Liberalna Partia Ontario – 57 Konserwatywna Partia Ontario – 32 Niezależni – 1 | 90                        |
| 7        | 5 czerwca 1890       | Liberalna Partia Ontario – 53 Konserwatywna Partia Ontario – 36 Niezależni – 1 | 91                        |
| 8        | 26 czerwca 1894      | Liberalna Partia Ontario – 46 Konserwatywna Partia Ontario – 38 Patrons of Industry – 3 Protestant Protective Association – 2 Niezależni – 1                                                   | 94                        |
| 9        | 1 maja 1898          | Liberalna Partia Ontario – 51 Konserwatywna Partia Ontario – 43 | 94                        |
| 10       | 29 maja 1902         | Liberalna Partia Ontario – 50 Konserwatywna Partia Ontario – 48 | 98                        |
| 11       | 25 maja 1905         | Konserwatywna Partia Ontario – 69 Liberalna Partia Ontario – 29 | 98                        |
| 12       | 8 czerwca 1908       | Konserwatywna Partia Ontario – 86 Liberalna Partia Ontario – 19 Niezależna Partia Pracy – 1 | 106                       |
| 13       | 11 grudnia 1911      | Konserwatywna Partia Ontario – 82 Liberalna Partia Ontario – 23 Niezależna Partia Pracy – 1 | 106                       |
| 14       | 29 czerwca 1914      | Konserwatywna Partia Ontario – 84 Liberalna Partia Ontario – 26 Niezależna Partia Pracy – 1 | 111                       |
| 15       | 20 października 1919 | United Farmers of Ontario – 45 Liberalna Partia Ontario – 28 Konserwatywna Partia Ontario – 25 Niezależna Partia Pracy – 11 Niezależni – 1                                                     | 111                       |
| 16       | 25 czerwca 1923      | Konserwatywna Partia Ontario – 75 United Farmers of Ontario – 17 Liberalna Partia Ontario – 14 Niezależna Partia Pracy – 4 Niezależni – 1                                                      | 111                       |
| 17       | 1 grudnia 1926       | Konserwatywna Partia Ontario – 74 Liberalna Partia Ontario – 23 Progresywna Partia Ontario – 11 United Farmers of Ontario – 3 Niezależna Partia Pracy – 1                                      | 112                       |
| 18       | 30 października 1929 | Liberalna Partia Ontario – 69 Konserwatywna Partia Ontario – 17 Progresywna Partia Ontario – 4 United Farmers of Ontario – 1 Niezależna Partia Pracy – 1 Federacja Wspólnot Spółdzielczych – 1 | 112                       |
| 19       | 19 czerwca 1934      | Liberalna Partia Ontario – 69 Konserwatywna Partia Ontario – 17 United Farmers of Ontario – 1 Niezależna Partia Pracy – 1 Federacja Wspólnot Spółdzielczych – 1                                | 90                        |
| 20       | 6 października 1937  | Liberalna Partia Ontario – 66 Konserwatywna Partia Ontario – 23 United Farmers of Ontario – 1 Niezależna Partia Pracy – 1                                                                      | 90                        |
| 21       | 4 sierpnia 1943      | Progresywno-Konserwatywna Partia Ontario – 38 Federacja Wspólnot Spółdzielczych – 34 Liberalna Partia Ontario – 16 Niezależna Partia Pracy – 2                                                 | 90                        |
| 22       | 4 czerwca 1945       | Progresywno-Konserwatywna Partia Ontario – 66 Liberalna Partia Ontario – 14 Federacja Wspólnot Spółdzielczych – 8 Niezależna Partia Pracy – 2                                                  | 90                        |
| 23       | 7 czerwca 1948       | Progresywno-Konserwatywna Partia Ontario – 53 Federacja Wspólnot Spółdzielczych – 21 Liberalna Partia Ontario – 14 Niezależna Partia Pracy – 1                                                 | 90                        |
| 24       | 22 listopada 1951    | Progresywno-Konserwatywna Partia Ontario – 79 Liberalna Partia Ontario – 8 Federacja Wspólnot Spółdzielczych – 2 Niezależna Partia Pracy – 1                                                   | 90                        |
| 25       | 9 czerwca 1955       | Progresywno-Konserwatywna Partia Ontario – 84 Liberalna Partia Ontario – 11 Federacja Wspólnot Spółdzielczych – 3                                                                              | 98                        |
| 26       | 11 czerwca 1959      | Progresywno-Konserwatywna Partia Ontario – 71 Liberalna Partia Ontario – 22 Federacja Wspólnot Spółdzielczych – 3                                                                              | 98                        |
| 27       | 28 września 1963     | Progresywno-Konserwatywna Partia Ontario – 77 Liberalna Partia Ontario – 24 Nowa Demokratyczna Partia Kanady – 7                                                                               | 108                       |
| 28       | 17 października 1967 | Progresywno-Konserwatywna Partia Ontario – 69 Liberalna Partia Ontario – 28 Nowa Demokratyczna Partia Kanady – 20                                                                              | 117                       |
| 29       | 21 października 1971 | Progresywno-Konserwatywna Partia Ontario – 78 Liberalna Partia Ontario – 20 Nowa Demokratyczna Partia Kanady – 19                                                                              | 117                       |
| 30       | 18 września 1975     | Progresywno-Konserwatywna Partia Ontario – 51 Nowa Demokratyczna Partia Kanady – 38 Liberalna Partia Ontario – 37                                                                              | 125                       |
| 31       | 9 czerwca 1977       | Progresywno-Konserwatywna Partia Ontario – 58 Liberalna Partia Ontario – 34 Nowa Demokratyczna Partia Kanady – 33                                                                              | 125                       |
| 32       | 19 maja 1981         | Progresywno-Konserwatywna Partia Ontario – 70 Liberalna Partia Ontario – 34 Nowa Demokratyczna Partia Kanady – 21                                                                              | 125                       |
| 33       | 2 maja 1985          | Progresywno-Konserwatywna Partia Ontario – 52 Liberalna Partia Ontario – 48 Nowa Demokratyczna Partia Kanady – 25                                                                              | 125                       |
| 34       | 10 września 1987     | Liberalna Partia Ontario – 95 Nowa Demokratyczna Partia Kanady – 19 Progresywno-Konserwatywna Partia Ontario – 16                                                                              | 130                       |
| 35       | 6 września 1990      | Nowa Demokratyczna Partia Kanady – 74 Liberalna Partia Ontario – 36 Progresywno-Konserwatywna Partia Ontario – 20                                                                              | 130                       |
| 36       | 8 czerwca 1995       | Progresywno-Konserwatywna Partia Ontario – 82 Liberalna Partia Ontario – 30 Nowa Demokratyczna Partia Kanady – 17 Niezależni – 1                                                               | 130                       |
| 37       | 3 czerwca 1999       | Progresywno-Konserwatywna Partia Ontario – 59 Liberalna Partia Ontario – 35 Nowa Demokratyczna Partia Kanady – 9                                                                               | 103                       |
| 38       | 2 października 2003  | Liberalna Partia Ontario – 72 Progresywno-Konserwatywna Partia Ontario – 51 Nowa Demokratyczna Partia Kanady – 7                                                                               | 130                       |